# Bilîi Kamin, Zolociv
Bilîi Kamin (în ucraineană Білий Камінь) este localitatea de reședință a comunei Bilîi Kamin din raionul Zolociv, regiunea Liov, Ucraina.

## Demografie
Componența lingvistică a localității Bilîi Kamin
     Ucraineană (97,94%)
     Rusă (1,93%)
Conform recensământului din 2001, majoritatea populației localității Bilîi Kamin era vorbitoare de ucraineană (97,94%), existând în minoritate și vorbitori de rusă (1,93%).